# Фролов, Анатолий Александрович
Анато́лий Алекса́ндрович Фроло́в (1906—1972) — русский археолог, искусствовед и историк, профессор

## Биография
Учился в 37-й советской школе единой трудовой школы I и II ступени Выборгского района в Петрограде. Поэт. 21.7.1921 г. вступил в ассоциацию «Кольцо поэтов им. К. М. Фофанова», назначен заместителем её председателя. 17.4.1922 исключён вместе с Е. И. Замятиным из указанной ассоциации, 21.8.1922 вновь вступил в её ряды. Член Обезвелволпала А. М. Ремизова («служка», «кавалер» и «б. царь ежиный»). В 1922 году поступил на факультет общественных наук общественно-педагогического отделения Петроградского университета. В 1923 г. подал заявление с просьбой выдать ему документы для продолжения обучения на экономическом факультете Первого Петроградского политехнического института. (ЦГА СПб ф. Р‑3121 оп.2 д.4842)
В 1923 году вместе со старшими братьями выехал за границу «с целью повышения квалификации» и в Россию уже больше не вернулся. Приехав в Париж, стал учиться у известного византиниста Г. Милле в Практической школе высших исследований и в Коллеж де Франс. Работал в Византийской библиотеке в Париже на рю де Лилль, где был хранителем, а затем научным секретарём Т. Уиттимора.
В 1945 году стал членом русской парижской масонской ложи «Юпитер» № 536 Великой ложи Франции.
В 1959 году защитил на историко-филологическом факультете Парижского университета докторскую диссертацию по византийскому искусству и археологии. Византинист, искусствовед, археолог. До 1963 года занимался исследовательской работой в Национальном центре научных исследований. С 1963 года преподавал византийскую археологию и искусство в Сорбонне (до 1968 — университет «Париж 1»), с 1970 года профессор. Руководил кафедрой в Сорбонне. Руководитель Центра преподавания и исследований истории искусств и археологии. Член общества «Икона» в Париже. Автор ряда научных трудов, в том числе: «Части Святого Креста. Исследование о их почитании» (Париж, 1961), «Ковчеги, в которых хранились частицы Св. Креста» (Париж, 1965).
Последние годы жил в Русском доме (для престарелых) в Кормей-ан-Паризи (под Парижем).

## Труды
- Фролов А. Ποδέα. Декоративная ткань в византийской церкви (перевод с фр. А. С. Петрова) // Церковное шитьё в Древней Руси / Ред.-сост. Э. С. Смирнова. М., 2010. С. 265—282.